# Поляк, Лидия Моисеевна
Ли́дия Моисе́евна По́ляк (6 (18) июля 1899, Минск — 1992, Москва) — советский литературовед, доктор филологических наук.

## Биография
Дочь акушера-гинеколога Моисея (Мовши-Хаима) Абрамовича Поляка (1868—1938), выпускника Императорского Дерптского университета (1894), который вместе с докторами Иоэльсоном и Фогелем руководил частным родильным приютом и лечебницей по женским болезням, а в советское время заведовал Центральным родильным домом и акушерским отделением при 2-й советской больнице Минска. М. А. Поляк был почти бессменным секретарём Общества минских врачей, редактором трудов Общества и съездов врачей Минской губернии.
Окончила Московский государственный университет имени М. В. Ломоносова (1924). Диссертацию доктора филологических наук по теме «Алексей Толстой — художник (проза)» защитила в 1963 году (вышла отдельной монографией в 1964 году). В 1940—1950-е годы работала доцентом на кафедре русской советской литературы филологического факультета Московского университета. Одновременно с 1947 года — старший научный сотрудник Института мировой литературы имени А. М. Горького.
Член Союза писателей СССР (1940). Лауреат премии имени М. В. Ломоносова (1958) за работу над проектом учебника для вузов «История русской литературы. Т. I. 1917—1940».
Специалист по творчеству Алексея Толстого, Александра Серафимовича, Дмитрия Фурманова. Автор многократно переиздававшихся учебников по литературе XX века для 10-х классов средней школы и педагогических техникумов, составила сборники избранных произведений Алексея Толстого и Исаака Бабеля. С 1936 по 1941 год была редактором Литературной энциклопедии.
Умерла в 1992 году. Похоронена на Армянском кладбище.

### Семья
- Муж — лингвист Рубен Иванович Аванесов (1902—1982); в браке родился сын.
- Сестра — Вера Моисеевна Поляк, врач-фтизиатр, была замужем за доктором медицинских наук, профессором Борисом Наумовичем Цыпкиным.
  - Племянник — писатель и учёный-медик Леонид Борисович Цыпкин.
- Двоюродный брат — инженер-химик Александр Михайлович Поляк.

## Основные работы
- Как царская власть преследовала евреев / Э. Коробкова, Л. Поляк. М.—Л.: Государственное издательство, 1926. — 44 с.
- Гамбург: Беседа о кино-ленте / Сост. Э. Коробкова и Л. Поляк. М.: Теа-кинопечать, 1927. — 14 с.
- Николай Бауман. М.—Л., 1927.
- Пугачёвщина. М.—Л.: Государственное издательство, 1927. — 62 с. В соавт. с Э. Коробковой.
- Портреты пролетарских поэтов. М.—Л.: Государственное издательство, 1928. В соавт. с Э. Коробковой.
- Литература XX века: Эпоха империализма и пролетарской революции. Учебник для педагогических техникумов. М.—Л.: Государственное учебно-педагогическое издательство, 1934. — 232 с. В соавт. с Е. Б. Тагером.
- Современная литература. Учебник для средней школы (10 год обучения). Харьков: Радянська школа, 1934. — 231 с. В соавт. с Е. Б. Тагером. 2-е изд. — М.: Учпедгиз, 1935. — 271 с.; 3-е издание — М.: Учпедгиз, 1936. — 271 с.; 4-е издание — М.: Учпедгиз, 1937. — 240 с.; 5-е издание — М.: Учпедгиз, 1936. — 240 с.; 6-е издание — М.: Учпедгиз, 1940.
- Литература XX века. Учебник для 10 класса средней школы. В соавт. с Е. Б. Тагером. М.: Учпедгиз, 1940. — 411 с.; 2-е издание — М.: Учпедгиз, 1941. — 416 с.
- Принцип изображения человека в романах Льва Толстого // «Уч. зап. МГУ», 1946, в. 110, кн. 1;
- Творчество Маяковского. Сборник статей / Отв. ред. Л. И. Тимофеев и Л. М. Поляк. Институт мировой литературы им. А. М. Горького. М.: Издательство Академии наук СССР, 1952. — 480 с.
- Творчество А. Н. Толстого. Сборник статей / Под ред. А. В. Алпатова и Л. М. Поляк. М.: Издательство Московского университета, 1957. — 226 с.
- Алексей Толстой — художник: Проза. М.: Наука, 1964. — 462 с.
- Исаак Бабель. Избранное / Вступительная статья Л. Поляк. М.: Художественная литература, 1966. — 494 с.
- А. С. Серафимович // История русской советской литературы, т. 1 (1917—1929), 2 изд., М., 1967;
- Алексей Толстой. Избранное / Предисловие и составление Л. Поляк. Куйбышев: Книжное издательство, 1968. — 444 с.
- Жанрово-стилевые искания современной советской прозы. Сборник статей / Под ред. Л. М. Поляк и В. Е. Ковского. М.: Наука, 1971. — 351 с.